# Helmut Kalkbrenner
Helmut Kalkbrenner (* 4. Oktober 1930; † 1984) war ein deutscher Politiker (BP, BSP).
In den Jahren 1966 und 1967 war er Vorsitzender der Bayernpartei. Als er nach dem Ausscheiden aus dem bayerischen Landtag die BP reorganisieren und auch für Nichtbayern öffnen wollte, scheiterte er an der Gruppe um Ludwig Lallinger. Er trat daraufhin aus der Partei aus und gründete mit Joseph Panholzer die Bayerische Staatspartei, deren Vorsitzender er vom 3. Dezember 1967 bis zum 19. Oktober 1969 war.
In den 1970er Jahren sorgte Kalkbrenner für eine enge Zusammenarbeit der BSP mit der EFP, in der sie am 6. Dezember 1975 als bayerischer Landesverband unter Beibehaltung ihres Namens aufging.
Kalkbrenner war Oberlandesanwalt beim Bayerischen Verwaltungsgerichtshof. Er wurde während seines Studiums Mitglied der KBStV Rhaetia München. Hans Hermann Lechner war sein Leibfuchs.

## Veröffentlichungen
- Kalkbrenner, Helmut. EFP – Partei oder Bewegung? in: Die föderalistische Alternative, Heft 4, 1976, Seiten 3 ff.

| Personendaten    | Personendaten                 |
| ---------------- | ----------------------------- |
| NAME             | Kalkbrenner, Helmut           |
| KURZBESCHREIBUNG | deutscher Politiker (BP, BSP) |
| GEBURTSDATUM     | 4. Oktober 1930               |
| STERBEDATUM      | 1984                          |